# ФК Нотингам Форест
Футболен Клуб Нотингам Форест (на английски: Nottingham Forest Football Club) е един от най-славните английски футболни отбори от близкото минало. Базиран е в град Нотингам. Той е един от най-старите футболни клубове в света (основан 1865 г.). В края на 70-те години на ХХ век Форест печели най-големите си успехи, като първо завоюва титлата на Англия, след което покорява и Европа, спечелвайки два пъти КЕШ (прецедент и до днес в света, отбор да печели един път титлата в страната си, а да стане два пъти носител на Купата на Европейските шампиони, тъй като получили право да защитават спечелената КЕШ). Тогава начело на отбора е легендариният английски мениджър Брайън Клъф. Форест са едни от основателите на новосъздадения елитен английски формат Премиършип. В началото на 90-те години на XX в., отбора изпада в по-долните нива на английския футбол, като оттогава не може да намери формата която му приляга.
След като три сезона се подвизава в Първа Лига Форест се завръща в Чемпиъншип класирайки се на втора позиция.
„ФК Нотингам Форест“ е основан през 1865 от група хора, играещи Шинти (игра с пръчка и топка – подобие на днешното хокей на трева). През 1892 тимът влиза в професионалната лига. През 1898 година тимът печели ФА Къп след победа над Дарби Каунти. Първите години на 20 век отбора изпитва трудности и с мъки се задържа в Първа Дивизия. През 1914 г. Форест изпадат във втора лига. През 1949 изпада дори в Трета лига, но 2 години по-късно се завръща. Следват по-добри години през края 50-те, връщат елитния си статут през 1957 година, печелят ФА Къп за 2-ри път през 1959. През 1972 изпадат отново. Най-големите суперници на Горските са Дарби Каунти и Лестър Сити.
До 1975 година Нотингам е считан за среден футболен тим, когато начело на отбора идват Брайън Клъф и асистента му Питър Тейлър.

### Настоящ състав
Към 8 август 2025 г.

## Български футболисти
- Димитър Евтимов: 2011/18 - (2 мача - 0 гола)